# Martin Vahl (1749-1804)
 Der er flere personer med dette navn, se Martin Vahl.
Martin Vahl Henrichsen (7. oktober 1749 i Bergen – 24. december 1804 i København) var en dansk-norsk botaniker.

## Uddannelse
Han blev født i Bergen og var søn af købmand Henrich Rasmussen og Christine Elisabeth født Friis, datter af Cornelius Friis og Vibeke Faal. Hans oprindelige navn var Martin Vahl Henrichsen, opkaldt efter sin mormoders broder Martinus Vahl, der stod fadder til ham. Navnet findes stavet på 5 forskellige måder: Faal, Fael, Fahl, Vahl, Wahl. På en billet, som Linné har skrevet til ham, er hans navn skrevet Fahl. Når og hvor hans egentlige fædrenenavn er faldet bort, vides ikke, rimeligvis kort efter hans ankomst til København, hvor han blev immatrikuleret ved Københavns Universitet under navnet "Martinus Wahl Henric. filius".
Sin skoleundervisning havde han nydt i Bergen, og 1766 blev han student ved Københavns Universitet. Han hørte her bl.a. Forelæsninger hos Johan Zoëga over planterne i Botanisk Have, men rejste det følgende år tilbage til Norge og opholdt sig her til 1769, dels i Bergen hos sin fader, dels og hovedsagelig hos naturforskeren og præsten, prof. Hans Strøm i Søndmør.
Af særlig betydning for hans udvikling blev hans ophold i Uppsala 1769-74; han nød her ikke alene Linnés undervisning, men hans omgang, fortrolighed og tillid og var de to somre deltager i privatissime kollegier i Hammarby; entomologi og botanik var især de fag, der beskæftigede ham. Han drog her fra som Linnés kæreste og bedste discipel og kom til København, egentlig for efter faderens ønske at studere medicin, men han vedblev at anvende al sin tid på naturhistorien, navnlig botanikken.

## Karriere
I dette tidsrum faldt den botaniske haves flytning fra Amalienborg til Charlottenborg, og her ydede Vahl god hjælp, ligesom han arbejdede meget sammen med havens dygtige gartner Käsemacher, der dog døde 1780. 1779 blev han udnævnt til lektor ved Haven, en stilling, hvis oprindelige bestemmelse var at hjælpe prof. botanices i tilfælde af forfald, holde nogle af de botaniske forelæsninger og lede ekskursioner, men Vahl kom tillige til at udføre et meget betydeligt arbejde ved bestemmelsen af planterne.
Der udviklede sig imidlertid en kabale imod ham, som bl.a. gav sig udslag i en instruks, udstedt af Johan Theodor Holmskiold og Christen Friis Rottbøll 1782, hvori der forekommer flere kedelige bestemmelser, f.eks. at lektoren ikke måtte have nøglen til Orangeriet, at ingen, altså heller ikke lektoren, måtte udlevere de studerende noget fra haven uden gartnerens samtykke, samt at gartneren på den tid, lektoren læser med de studerende i haven, skal fordele sine folk således, "at de kan obagte den studerende Ungdom og fraholde dem nogensteds at afplukke noget", en ting, som det vel havde været mere sømmeligt at overlade til lektoren selv at tage vare på.
Året efter, 1783, trak han sig tilbage fra denne stilling, der kun var lønnet med 200 rigsdaler, men blev samme år beordret til at rejse udenlands. Efter sin hjemkomst fra denne omtrent 3-årige rejse fik han titel af professor, blev udgiver af Flora Danica og foretog snart derefter en rejse til Norge, hovedsagelig for at gøre indsamlinger til Flora Danica, af hvilket værk han udgav hæfterne XVI-XXI (1787-1803).
1789 blev Naturhistorieselskabet stiftet, fornemmelig ved P.C. Abildgaards initiativ, men Vahl blev dets væsentligste støtte og ansattes som lærer ved det. Ved forelæsninger og anden vejledning fik han her stor betydning. 1799-1800 rejste han atter udenlands og blev 1801 professor i botanik ved universitetet. Da det gik tilbage med Naturhistorieselskabet i økonomisk henseende og det havde ondt ved at bestå, gjorde konferensråd Johan Frederik Classen det forslag, at det Classenske Fideikommis skulle overtage samlingerne, der skulle forenes med et Agerdyrkningsseminarium, Vahl skulle da ansættes som overinspektør ved denne anstalt med en gage, som holdt ham skadesløs for det, han mistede.
Men førend bestyrelsen tog imod dette tilbud, henvendte den sig i juni 1804 til den 1796 nedsatte kommission for indretningen af et kongeligt naturhistorisk museum med tilbud om overdragelse af sine samlinger på den betingelse, at Vahl fik en lønning af i det mindste 500 rigsdaler. Ved kongelig resolution af 31. august 1804 bemyndigedes kommissionen til at modtage tilbuddet, og 24. november opløstes selskabet; 12. december meddeltes dette til kommissionen, og Vahl var altså nu overgået til Naturhistorisk Museum. Men 12 dage efter døde han.
1791 var Vahl enstemmig blevet optaget som medlem af Videnskabernes Selskab; han synes dog ikke at have deltaget i selskabets forhandlinger, rimeligvis fordi Naturhistorieselskabet lagde så megen beslag på ham.

## Skriftlig virksomhed
Af Vahls produktion som botanisk forfatter må, foruden hans virksomhed ved Flora Danica, først og fremmest nævnes hans hovedværk, Enumeratio plantarum, dernæst nogle andre meget betydelige arbejder og endelig en række mindre afhandlinger.

### Enumeratio plantarum
1753 var Linnés Species plantarum og 1762 den sidste af ham selv besørgede udgave udkommet; de senere ved den betydelige tilvækst af materiale nødvendiggjorte, ved andre besørgede, udgaver var meget lidt tilfredsstillende, bl.a. led de af den væsentlige skavank, at karaktererne på de forhen bekendte slægter og arter ikke rettedes efter det meget nye, som efterhånden var kommet til, og dette stod til dels i forbindelse med, at de mænd, der besørgede udgaverne, arbejdede med alt for ringe plantekendskab.
Dette kom til at stå Vahl klart allerede tidlig, og hans tanker og arbejde rettede sig hovedsagelig på at råde bod på denne mangel; men de talrige vanskeligheder, som navnlig bestod i nødvendigheden af selv at se planterne i deres samlinger, som havde beskrevet dem, gjorde ham betænkelig. Fra begyndelsen af året 1783 fik han imidlertid lejlighed til at foretage en rejse gennem Holland, England, Frankrig, en del af Berberiet, Italien og Schweitz. Denne rejse, der egentlig var bestemt til 2 år, men på ansøgning om fortsat understøttelse blev forlænget et år, blev af indgribende betydning for ham.
Ikke alene undersøgte han floraen i de gennemrejste lande, men han fik gjort personligt bekendtskab med datidens fremragende botanikere; disse synes at have fået et levende indtryk af hans store dygtighed og omfattende viden samt tillige at have følt sig tiltalt af hans personlighed, hvorfor han kom i venskabsforhold til mange af dem; dette var af stor vigtighed for ham, thi derved fik han ikke alene rigelig adgang til samlingerne, men de gav ham med rund hånd af det, de havde tilovers. Efter hjemkomsten fra denne rejse 1786 var atter tanken om selv at besørge en ny Species plantarum blevet levende hos ham, og man tager næppe fejl, naar man går ud fra, at dette har været hans væsentligste arbejde i hele den påfølgende tid.
Men efter som materialet voksede—i den tid rejstes og samledes der meget i oversøiske lande—følte han atter nødvendigheden af selv at se, hvad der var tilkommet af nyt, og revidere mangt og meget af det gamle, og 1799 fik han da efter ansøgning bevilget 1000 rigsdaler til en rejse til Paris, datidens centrum for det botaniske liv, og i foråret 1800 fik han tillæg til understøttelsen, da det for hånden værende materiale af planter i Parises samlinger var vokset langt betydeligere, end han havde ventet; han havde bl.a. haft lejlighed til at beskrive henved 2400 ukendte planter. Så vel i Paris som i Holland, hvor han på hjemvejen granskede i sin ven Adriaan van Royens rige samlinger, blev han modtaget med megen udmærkelse.
Efter sin hjemkomst fra denne sidste rejse arbejdede han ustandseligt på det store værk, der var hans livs opgave. 1801 fik han fra Fonden ad usus publicos 500 rigsdaler til de første nødvendige omkostninger ved værkets trykning, og endelig 1804 udkom 1. bind af denne Enumeratio plantarum, som han beskedent kaldte den, og hvis udgivelse han havde forberedt i 26 år, indeholdende de 2 første klasser efter Linnés system. Det var et stort anlagt værk og vistnok så fortrinlig udført, som ingen anden dalevende botaniker kunne gjøre det; det skulle indeholde en beskrivelse af alle kendte plantearter, og Vahl var for længst af Europas botanikere erkendt for at være manden, der kunne udføre det.
Umiddelbart efter dette binds udgivelse blev der atter bevilget ham 500 rigsdaler til dets fortsættelse, men da året var omme, var han død, og 2. del, indeholdende 1. orden af 3. klasse, kom først 1806, udgivet af nogle af hans venner. Resten af dette kæmpemæssige arbejde, hvoraf det udkomne er beregnet til at udgjøre omtrent 1/15, står som manuskript i Botanisk Haves bibliotek, men var ikke så vidt redigeret, at der kunne tænkes på dets udgivelse. Videnskaben forandrede efterhånden signaler, og desuden skulle en Species plantarum for fremtiden ikke blive ens, men mange mænds arbejde.
Det ser noget underligt ud, at Vahl i fortalen til et værk som dette motiverer valget af et kunstigt system i stedet for et naturligt med, at hint passer bedre for rekrutterne, dette for de fremskredne i videnskaben, men det hænger sammen med den store respekt, han nærer for dette naturlige system, der for ham som for Linné stod som målet, men et stort og fjernt mål, som en metode, siger han, man oprigtig må tilstå, ikke er opfundet endnu.

### Mindre arbejder
Dels før, dels under forberedelserne til Enumeratio plantarum beskæftigede Vahl sig også med udgivelsen af andre ting, men det er i øvrigt karakteristisk for ham som grundig og samvittighedsfuld forsker, at han var henved 40 år gammel, inden han begyndte at publicere. Han udgav i 3 foliohæfter, 1790-94, Symbolæ botanicæ, til hvilket betydelige arbejde der knytter sig den særlige interesse, at her blev først de af Pehr Forsskål på Carsten Niebuhrs ekspedition til Arabien samlede planter beskrevne; end videre Eclogæ Americanæ (1796-1807), ligeledes 3 hæfter i folio med tavler, af hvilke dog det sidste først udkom efter Vahls død.
Foruden disse har han udgivet en række mindre afhandlinger i Naturhistorieselskabets Skrifter. Man må imidlertid ikke tro, at Vahl kun gav sig af med de højere planter, også kryptogamerne faldt fuldstændig inden for hans interessesfære. Hans Nogle Iagttagelser ved en Rejse gjennem Norge indeholder, betegnende nok, meget lidt af almindelige rejseskildringer, derimod en mængde kritiske bemærkninger over norske planter, 2. del af beretningen endog udelukkende iagttagelser over svampe med bemærkninger om deres synonymik osv., hvorved han viser et indgående kendskab også til disse planter både i litteraturen og naturen.
Også som zoologisk forfatter har Vahl været virksom. Der findes i Naturhistorieselskabets Skrifter 12 afhandlinger af ham over dyr fra forskellige afdelinger i systemet, og til 4. bind af Zoologia Danica leverede han 19 tavler, af hvilke 5 fremstiller en søpølse og til dels dennes anatomi, også et eksempel på hans mangesidighed. 1803 testamenterede Peder Ascanius ham sit billedværk over fiskene til fortsættelse, men da Vahl døde det følgende år, blev det Jens Rathke, der kom til at udføre arbejdet.

## Modgang
Vahl nød den lykke at kunne arbejde så at sige hele sit liv igennem med sin videnskab, men han har sikkert ved siden deraf haft en del at kæmpe imod. Han sad småt i det, dels på grund af sine ringe indtægter, dels vel også, fordi han anvendte så meget på sit bibliotek. Han ansøgte Fonden ad usus publicos om et rentefrit lån på 500 rigsdaler til udgivelsen af Symbolæ; de 100 rigsdaler blev tilbagebetalte, de resterende 400 magtede han ikke; de blev eftergivne enken og børnene efter hans død.
Han havde uden tvivl en god støtte i sin ven Niels Hofman-Bang, og det sidste brev, denne modtog fra Vahl, 3 måneder før hans død, slutter således: "Ugjærne gjør jeg det, men min Kone har paalagt mig det at bede Dem om Smør til Vinteren. Pengene kan jeg ikke præstere derfor førend paa hin Side af næstkommende Aar, og disse véd jeg, De behøver saa vel som enhver anden Mand; min Kones Argument er, at hun behøver Smør, og at mine Grunde ikke ere gjældende mod hendes. Jeg overlader til Dem, gode Ven, at dømme os imellem".
Et hårdt stød fik han 1797. I det år skulle professoratet i botanik, der var blevet udskilt fra medicinen, besættes. Vahl søgte det, men blev forbigået for den 10 år yngre Erik Nissen Viborg, der som botaniker ikke var værdig at løse hans skotvinge. Vahl tog sig dette overordentlig nær og udtalte—i brev --, at det ikke var gået regelmæssigt til ved besættelsen; Kancelliet skulle have udsat at gøre indstilling om Vahls ansættelse for at opnå gage for ham; imidlertid havde Viborg, hvis ansøgning overhovedet ikke var kommet til Kancelliet, ved protektion opnået, at der blev udvirket en kongelig resolution, der gik ud på, at Kancelliet straks skulle skrive en bestalling for ham og samme dag fremlægge den i Statsrådet til underskrift; man indbildte kronprinsen, at Vahl ikke skøttede om pladsen, og at han aldrig havde læst i den botaniske Have.
Da Kronprinsen fik den rette sammenhæng at vide, blev han meget opbragt over at være ført bag lyset og bad Vahl om "at komme igjen", han ville stræbe at gøre den fornærmelse god igen, der var vederfaret ham. Men sket var sket. Vahl fandt sig dog beføjet til at begære underretning af Kancelliet om "hvad Embede eller Fag hans Majestæt har tiltænkt mig, og paa hvad Maade hans Løfte skal opfyldes, da Professio botanica formodentlig ikke var det, der kunde henregnes til mit Fag".
Det var udbasuneret i byen, at Vahl ikke var gået den rigtige vej, hvortil han bemærker, at har han ikke haft anden nytte heraf, så har han dog den, at han kan oplyse sine landsmænd om, at snigveje er de rigtige, de af regeringen anordnede de urigtige. Også som nordmand følte han sig brøstholden ved denne lejlighed.
4 år senere, da Viborg blev direktør for Veterinærskolen, blev Vahl professor ved Universitetet. I udlandet mødte han sympati. Étienne Pierre Ventenat skriver til ham fra Paris: "Hvad! Deres fædreland forstår ikke at skønne på en lærd, som alle oplyste nationer ville gøre sig en ære af at eje ... Det ville ikke have været vanskeligt for Deres venner ved museet at skaffe Dem en plads dér, der var Dem værdig, og hvor De måske bedre kunne nå at opføre det monument, som De forbereder for planteriget". Til Jens Wilken Hornemann, der er i Paris, skriver Vahl i januar 1799: "Finder min Ven paa sin Rejse en eller anden Plante, saa tænk paa mig, det er det eneste, der glæder mig i Verden; at se en efterlængtet Plante bortjager alle mine Misfornøjelser, og det saa meget mere, da jeg derved ser mig erindret af de Folk, jeg agter".

## Personlige forhold
Blandt Vahls tilhørere ved forelæsningerne i Naturhistorieselskabet var Henrik Steffens, der først ved ham fik begreb om stringent naturforskning eller, som han udtrykker sig, blev reddet ud af en stedse farligere indre forvirring, og som i sine erindringer Was ich erlebte har givet en meget sympatetisk skildring af Vahl som lærer, hvoraf følgende hidsættes: Vahl var af middel højde, tæt legemsbygning og temmelig korpulent; man erkendte i hans ansigtstræk, i den måde, hvorpå han trådte frem, den stille, eftertænksomme forsker, men ikke en sådan, der bag bøger havde drømt sit liv bort med bare abstraktioner, meget mere som en mand, der ganske vist næsten kun lever for sit fag, men dog tillige er udviklet i livets skole. Han var ikke egentlig uddannet for selskabet, for livet i salonerne, thi dette hadede han, og levede ensomt tilbagetrukket med sin kone, ganske for sine disciple og sit fag. Hans beredvillighed til at hæve enhver vanskelighed, hvormed begynderen havde at kæmpe, hans venlighed, som ikke engang svigtede ham, hvor han troede at måtte vise os strengt til rette, kendte ingen grænser. Kun, hvor han mødte indbildskhed parret med uvidenhed, blev han ironisk. Også Hornemann skattede Vahl højt som lærer.
Vahls bibliotek, henved 3000 bind, hvorimellem mange kostbare sager, blev tillige med hans samlinger købt af regeringen for 3000 rigsdaler og en pension på 400 rigsdaler til hans enke samt en livrente på 100 rigsdaler til hver af hans seks børn. Den botaniske del af biblioteket, omtrent 800 bind, skulle tillige med plantesamlingerne afleveres til den botaniske Have.
Vahl havde ægtet Anneken Dorothea Elisabeth Dedekam (8. januar 1769 i Arendal - 4. december 1830 i København), datter af koffardikaptajn A.J. Dedekam og Johanne Marie f. Heusner.
Faldt det ikke i Vahls lod udad til at få den betydning, som hans begavelse og energiske arbejde kunne have berettiget ham til, indtager han dog i videnskabens historie en udmærket plads som den af Linnés disciple, der måske kommer mesteren nærmest.
Hvis døden ikke havde bortrevet ham, mens han endnu var i fuld arbejdskraft, havde den danske litteratur ejet et værk, der ville have stået som et smukt monument over den linnéanske periode. Vahl døde, vist temmelig pludseligt, den 24. december 1804, 55 år gammel, og blev på årets sidste dag begravet på Assistens Kirkegård, hvor gravmælet er udført af Charles Stanley.
Af de mange digte, der fremkom ved Vahls død, er Adam Oehlenschlägers bekendte Dækker Graven, grønne Urter smaa det skønneste. To af dette digts linjer lyder således:
| Citat | Stille gik han, faa kun her ham kjendte, skjønt Evropa lydt gjentog hans Navn! | Citat |
|       |                                                                                |       |